# Выборы в Московскую городскую думу (2024)
Выборы в Московскую городскую думу восьмого созыва состоялись в единый день голосования 6—8 сентября. Выборы проведены по мажоритарной системе.
Голосование на выборах было электронным (онлайн и через терминал). Чтобы проголосовать с помощью бумажного бюллетеня, необходимо было с 22 июля по 2 сентября подать заявление.

## Состав думы VII созыва
| Фракция       | Фракция         | Начало созыва | Конец созыва |
| ------------- | --------------- | ------------- | ------------ |
|               | Единая Россия   | 20            | 21           |
|               | Моя Москва      | 5             | 5            |
| Правительство | Правительство   | 25            | 26           |
|               |                 |               |              |
|               | КПРФ            | 13            | 8            |
|               | Яблоко          | 4             | 4            |
|               | СРЗП            | 3             | 3            |
|               | Без фракции     | 0             | 2            |
| Оппозиция     | Оппозиция       | 20            | 17           |
|               |                 |               |              |
|               | Вакантные места | 0             | 2            |

В новой Московской городской думе 8 созыва, был избран следующий состав:
«Единая Россия»: 38
«КПРФ»: 3
Самовыдвиженцы: 2
«Новые люди»: 1
«СРЗП»: 1

Итого в 45 избирательных округах, победу одержали следующие кандидаты: [82]
ИО № 1 Титов А. М. (Единая Россия) 49,30 %
ИО № 2 Зайцева О. А. (Единая Россия) 52,46 %
ИО № 3 Шкаплеров А. Н. (Единая Россия) 51,05 %
ИО № 4 Киселева М. А. (Единая Россия) 52,88 %
ИО № 5 Авимская М. Ю. (Единая Россия) 43,25 %
ИО № 6 Перфилова Н. Р. (Единая Россия) 53,50 %
ИО № 7 Борисова Д. О. (Единая Россия) 45,12 %
ИО № 8 Медведев А. А. (Единая Россия) 53,52 %
ИО № 9 Картавцева Л. Р. (Единая Россия) 49,44 %
ИО № 10 Зубрилин Н. Г. (КПРФ) 32,52 %
ИО № 11 Шапошников А. В. (Единая Россия) 56,55 %
ИО № 12 Лисовенко А. А. (Единая Россия) 42,19 %
ИО № 13 Сапронов А. С. (Единая Россия) 46,24 %
ИО № 14 Цветкова С. А. (Единая Россия) 42,05 %
ИО № 15 Потапов П. Н. (Самовыдвижение) 32,19 %
ИО № 16 Ямщикова Е. Н. (СРЗП) 31,58 %
ИО № 17 Арбузов В. П. (КПРФ) 28,65 %
ИО № 18 Митрюк Л. В. (Единая Россия) 49,03 %
ИО № 19 Булаева М. В. (Единая Россия) 49,74 %
ИО № 20 Зюганов Л. А. (КПРФ) 30,75 %
ИО № 21 Святенко И. Ю. (Единая Россия) 58,40 %
ИО № 22 Руднев М. В. (Единая Россия) 47,80 %
ИО № 23 Корольков А. М. (Единая Россия) 51,06 %
ИО № 24 Стебенкова Л. В. (Единая Россия) 48,11 %
ИО № 25 Селиверстов Е. В. (Единая Россия) 49,93 %
ИО № 26 Орлов С. В. (Единая Россия) 57,94 %
ИО № 27 Лиханов А. С. (Единая Россия) 45,54 %
ИО № 28 Артемьев О. Г. (Единая Россия) 47,84 %
ИО № 29 Кучмин А. Б. (Единая Россия) 42,53 %
ИО № 30 Мельникова О. Н. (Единая Россия) 43,17 %
ИО № 31 Гусева Л. И. (Единая Россия) 51,81 %
ИО № 32 Семенников А. Г. (Единая Россия) 49,05 %
ИО № 33 Метлина Н. Б. (Единая Россия) 46,97 %
ИО № 34 Раззакова Е. А. (Единая Россия) 50,68 %
ИО № 35 Петрукович А. А. (Единая Россия) 42,58 %
ИО № 36 Козлов А. М. (Единая Россия) 50,01 %
ИО № 37 Головченко В. В. (Единая Россия) 49,31 %
ИО № 38 Воропаева М. А. (Самовыдвижение) 41,75 %
ИО № 39 Газманов Р. О. (Единая Россия) 44,57 %
ИО № 40 Батышева Т. Т. (Единая Россия) 48,67 %
ИО № 41 Герасимов Е. В. (Единая Россия) 50,36 %
ИО № 42 Слуцкая И. Э. (Единая Россия) 51,65 %
ИО № 43 Акулова С. В. (Единая Россия) 53,03 %
ИО № 44 Даванков А. В. (Новые Люди) 31,95 %
ИО № 45 Джетыгенов М. М. (Единая Россия) 38,84 %

## Предшествующие события

### Изменение границ избирательных округов
В конце 2023 года Мосгордума утвердила предложенную Мосгоризбиркомом новую схему мажоритарных округов к предстоящим в 2024 году выборам. «Большинство округов, где в 2019 году победили независимые кандидаты, изменили, но и границы округов других кандидатов тоже скорректировались», — отметил электоральный эксперт Дмитрий Нестеров. Двенадцать избирательных округов остались не тронутыми. В целом новое деление более соответствует внутригородским административным границам.

### Проблема депутатов-иноагентов
По состоянию на июль 2023 года, из 45 действующих депутатов МГД статус иностранного агента был у Дарьи Бесединой, Евгения Ступина и Михаила Тимонова.
В марте 2024 года Татьяна Лазарева и некоторые другие «иноагенты» (Эльвира Вихарева, Сергей Маркелов) заявили о желании выдвигаться в качестве кандидатов на этих выборах. Отчасти, чтобы проверить, не дискриминируют ли граждан по статусу иноагента. Минюст разъяснил, что иноагенты могут баллотироваться на выборах, но с соблюдением определённых ограничений из-за этого статуса. Позже, 15 мая 2024 года, был принят федеральный закон, запрещающий тем, кто имеет статус «иностранного агента», баллотироваться на выборах, быть наблюдателями на выборах, а также являться доверенными лицами кандидатов и их уполномоченными представителями.

### Электронное голосование
Проблема фальсификаций с использованием электронного голосования.

### Миграционный кризис
Увеличилось количество преступлений, совершенных мигрантами.

### ЖКХ
- Непрозрачность тарифов ЖКХ[19].
- Высокие тарифы ЖКХ[15][19].
- Проблема монополизации рынка управляющей организации ГБУ «Жилищник». В Москве ГБУ «Жилищник» контролирует более 60 %[20].
- Ложные начисления, нарушения правил расчета за ЖКХ самими управляющими организациями[21].
- Ложныедолги за ЖКХ от мошенников, поддельные платёжки[21].
- Мошенники приходящие под видом работников ЖКХ организаций, для якобы прочистки вентиляции, проверки и замены счётчиков, труб, сантехники, проверки газа, установка детекторов газа, водоочистительных фильтров. Кража под предлогом проверки счетчиков[21].
- Раннее отключение отопления[22].
- Некачественный капремонт[19].
- Общее иммущество во многих жилых домах не зарегистрировано в праве собственнос за жильцами дома, но оплату за общее имущество в доме управляющие организации всё равно требуют от жильцов дома[19].
- Проблемы с ЖКХ контролем и коррупцией в сфере ЖКХ[19].

### Здравоохранение
- Проблемы с качеством здравоохранения[15].
- Сокращения количества больниц[23].
- Увольнение в Москве водителей скорых машин из-за низких давно не индексированных зарплат[24].

### Парковки
Нехватка машиномест для парковок.

### Дороги
Проблемы с дорогами.

### Депутаты МГД

#### Депутаты, лишившиеся мандата
- В декабре 2023 года, депутат МГД от партии Яблоко Владимир Рыжков подал заявление о досрочном прекращении полномочий депутата МГД, в связи с «изменением семейных, личных и рабочих обстоятельств», его заявление было удовлетворено 31 января 2024 года большинством голосов депутатов МГД[25].
- По официальной версии депута Олега Шереметьева обвинили в мошенничестве и нецелевом использовании денежных средств, которые предназначались для выплаты его помошнице в МГД. Адвокат Шереметьева Олег Бирюков говорит, что помошница Шереметьева сама себе выписывала премии без его ведома, но её за это не наказали, а Шереметьев использовал средства целевым образом и в его действии нет состава преступления[26]. Позже его всё же лишили мандата 27 января 2021 года[27].

#### Депутаты, исключённые из партии
Депутата Елену Шувалову, Дмитрия Локтева, Евгения Ступина исключили из КПРФ.

#### Умершие депутаты МГД
В 2020 году умер Николай Губенко, депутат МГД от КПРФ.

### Законопроект для новой Москвы
Мэром Москвы Сергеем Собяниным предложен законопроект в МГД, который может привести к укрупнению нынешних муниципалитетов на территории новой Москвы.

## Подготовка партий к выборам
«Единая Россия», КПРФ и «Справедливая Россия» заявляли о планах охватить все 45 округов на выборах в МГД своими кандидатами. ЛДПР планировала получить мандаты на этих выборах, что им не удалось в прошлый раз. Впервые в выборах в МГД приняла участие партия Новые люди. Партия «Яблоко» тоже планировала принять участие в выборах, несмотря на ряд сложностей. Партия КПРФ и Яблоко определились с кандидатами.

### Праймериз

#### Единая Россия
Праймериз кандидатов от Единой России прошли 20-26 мая с помощью электронного голосования. Участники СВО получали преимущество на праймериз 25 % для уравнивания шансов. 15 апреля стартовала регистрация на праймериз партии Единой России. Партия Единая Россия определилась с кандидатами, из 45 кандидатов от Единой России 19 из них были действовавшими депутатами.

#### Справедливая Россия — За Правду
Праймериз кандидатов от СРЗП проходили с 24 апреля по 5 июня. Предвыборы являются вторым этапом созданного проекта партии «Москва-2024: справедливый кандидат». Лидерами первого этапа стали 87 кандидатов.

#### ЛДПР
ЛДПР запустила проект «ЛДПР.Старт», который должен помочь отобрать лучших кандидатов для выборов в сентябре.
Среди победителей проекта руководством партии ЛДПР отобраны два претендента, которым предоставлено право стать кандидатами в депутаты Московской городской Думы VIII созыва: Москвитин Александр Сергеевич (18 одномандатный избирательный округ) и Голубятников Дмитрий Олегович (5 одномандатный избирательный округ).

## Выдвижение кандидатов. Сбор подписей
24 кандидата от «Яблока» в Москве вели кампанию под лозунгом «За Мир и Свободу! За соглашение о прекращении огня!». Сбор подписей в их поддержку был организован в центральном офисе партии по адресу: Москва, улица Пятницкая, дом 31, стр. 2.
Для поддержки выдвинутых кандидатов, которым требовалось собирать подписи для регистрации, «Штабом кандидатов» совместно с партией «Гражданская инициатива» был создан сайт со списком поддержанных кандидатов и адресами сбора подписей:
- Москва, Фурманный переулок, дом 10;
- Москва, Проспект Мира, дом 68[47][48].

Проект «Депутатская академия» собирал подписи в поддержку выдвижения кандидатов по адресу: Москва, 4-й Монетчиковский переулок, дом 7 с 17:00 до 21:00.
Фонд борьбы с коррупцией (ФБК) объявил о поддержке выдвижения отдельных кандидатов и призвал москвичей оставлять свои подписи в поддержку их выдвижения.
Ниже представлена таблица выдвинутых кандидатов, которым для регистрации необходимо было собрать подписи до 24:00 6 июля, в том числе и через сайт «Госуслуги».
| Округ | Яблоко                                         | Коммунисты России  | Гражданская инициатива                          | Депутатская академия                          | Зелёные              | Другие партии                                                                         |
| ----- | ---------------------------------------------- | ------------------ | ----------------------------------------------- | --------------------------------------------- | -------------------- | ------------------------------------------------------------------------------------- |
| 1     | Гунько А. В.                                   | Ульянов С. А.      |                                                 |                                               |                      |                                                                                       |
| 2     | Кривицкая С. М. (Поддержана ФБК)               | Лагунов Е. В.      |                                                 |                                               | Луконин Кирилл       |                                                                                       |
| 3     |                                                | Фролов Д. В.       |                                                 |                                               | Суханов Константин   |                                                                                       |
| 4     | Копкина И. Н. (Поддержана ФБК)                 | Васильев А. М.     |                                                 |                                               | Агранат Аркадий      |                                                                                       |
| 5     | Чипига И. М. (Поддержан ФБК)                   | Кубраков И. А.     | Баранюк Андрей (Поддержан ФБК)                  |                                               | Волков Михаил        |                                                                                       |
| 6     | Фролова А. А. (Поддержана ФБК)                 | Князев Н. В.       | Чаховский Максим (Поддержан ФБК)                |                                               |                      |                                                                                       |
| 7     | Радченко В. В.                                 |                    | Саван Максим (Поддержан ФБК)                    |                                               | Пангаев Андрей       |                                                                                       |
| 8     | Солнцева О. А. (Поддержана ФБК)                | Битков Д. В.       |                                                 | Кузуб Ангелина Александровна (Поддержана ФБК) | Садо Андрей          |                                                                                       |
| 9     |                                                |                    | Торопов Николай (Поддержан ФБК)                 |                                               |                      |                                                                                       |
| 10    | Новиков В. И. (Поддержан ФБК)                  |                    | Жилкин Владимир (Поддержан ФБК)                 |                                               |                      |                                                                                       |
| 11    |                                                | Болдин А. П.       |                                                 |                                               |                      |                                                                                       |
| 12    |                                                | Заварицкий Л. А.   | Жилкина Наталия (Поддержана ФБК)                | Кошелева Варвара Сергеевна (Поддержана ФБК)   | Кузнецова Александра |                                                                                       |
| 13    | Круглов М. С. (Поддержан ФБК)                  |                    | Круглов Максим                                  |                                               | Фомин Андрей         |                                                                                       |
| 14    | Шатуновская-Бюрно А. Г. (Поддержана ФБК)       |                    |                                                 |                                               | Пресняков Константин |                                                                                       |
| 15    | Коган-Ясный В. В. (Поддержан ФБК)              | Тимонин Н. А.      |                                                 |                                               | Забатурина Ольга     |                                                                                       |
| 16    |                                                |                    | Ушаков-Фёдоров Андрей (Поддержан ФБК)           |                                               | Давыдов Владимир     |                                                                                       |
| 17    |                                                |                    |                                                 |                                               |                      |                                                                                       |
| 18    | Федулова Екатерина Валерьевна (Поддержана ФБК) |                    |                                                 |                                               |                      | Бутримов Михаил (ПВР)                                                                 |
| 19    |                                                |                    |                                                 |                                               | Шувалов Антон        |                                                                                       |
| 20    |                                                |                    | Крыловский Алексей Юрьевич (Поддержан ФБК)      |                                               |                      |                                                                                       |
| 21    |                                                |                    | Смирнов Сергей Николаевич (Поддержан ФБК)       |                                               |                      |                                                                                       |
| 22    |                                                |                    |                                                 |                                               | Косюк Лариса         |                                                                                       |
| 23    | Дудинов Максим Алексеевич (Поддержан ФБК)      |                    | Цепелев Дмитрий Юрьевич (Поддержан ФБК)         |                                               |                      |                                                                                       |
| 24    |                                                | Ментюкова В. Ю.    | Добрынина Екатерина Николаевна (Поддержана ФБК) |                                               | Власов Александр     |                                                                                       |
| 25    |                                                | Афанасьева А. А.   |                                                 |                                               |                      |                                                                                       |
| 26    | Маркина Д. С.                                  | Павлинов А. Н.     |                                                 |                                               |                      |                                                                                       |
| 27    |                                                |                    |                                                 |                                               | Фасоля Филипп        |                                                                                       |
| 28    |                                                | Васильченков А. А. | Петров Михаил Александрович (Поддержан ФБК)     |                                               | Мустакимов Алексей   |                                                                                       |
| 29    | Папин Денис Алексеевич (Поддержан ФБК)         | Дементьева Т. Ф.   | Маркачев Александр Юрьевич (Поддержан ФБК)      |                                               |                      |                                                                                       |
| 30    |                                                | Балинова З. О.     |                                                 |                                               |                      |                                                                                       |
| 31    |                                                | Соколов В. В.      | Морецкий Савелий Андреевич (Поддержан ФБК)      |                                               |                      |                                                                                       |
| 32    |                                                | Елизарова О. А.    |                                                 |                                               |                      |                                                                                       |
| 33    | Свердлова Ксения Александрова (Поддержана ФБК) | Азарко Д. А.       | Бабич Глеб Олегович (Поддержан ФБК)             |                                               |                      |                                                                                       |
| 34    |                                                | Бакланов А. А.     |                                                 |                                               | Бахлов Дмитрий       |                                                                                       |
| 35    | Калинин В. А. (Поддержан ФБК)                  | Антонов С. Н.      | Калинин Владимир                                | Силаева Екатерина Геннадиевна                 | Алабужин Игорь       |                                                                                       |
| 36    |                                                |                    | Люст Виктор Викторович (Поддержан ФБК)          |                                               |                      |                                                                                       |
| 37    |                                                | Андрусенко Н. Ю.   |                                                 | Трунин Артём Дмитриевич (Поддержан ФБК)       |                      |                                                                                       |
| 38    |                                                |                    |                                                 |                                               |                      | Яблокова Эрика (ПВР)                                                                  |
| 39    | Дикарёв В. А.                                  | Лобанов В. В.      | Мокшин Иван Михайлович (Поддержан ФБК)          | Трунин Дмитрий Николаевич (Поддержан ФБК)     |                      |                                                                                       |
| 40    | Амиров Ш. А.                                   |                    | Ляпин Евгений Алексеевич (Поддержан ФБК)        | Яковлева Диана Рюриковна (Поддержана ФБК)     |                      |                                                                                       |
| 41    | Шейн Юрий Карлович (Поддержан ФБК)             |                    |                                                 |                                               |                      |                                                                                       |
| 42    | Гончаров Кирилл Алексеевич (Поддержан ФБК)     |                    | Гончаров Кирилл                                 |                                               |                      | Архипов Иван Владимирович                                                             |
| 43    | Чуприна Мария Германовна (Поддержана ФБК)      | Зоммер Д. В.       | Ахмадиев Руслан Ирикович (Поддержан ФБК)        |                                               | Слывус Георгий       |                                                                                       |
| 44    | Митрохин С. С. (Поддержан ФБК)                 |                    | Митрохин Сергей                                 |                                               |                      |                                                                                       |
| 45    | Гришин Григорий Александрович (Поддержан ФБК)  | Остранков Н. Е.    |                                                 | Низов Алексей Владимирович (Поддержан ФБК)    |                      | Бисеров Глеб Владимирович (Поддержан ФБК) Шувалова Елена Анатольевна (Поддержана ФБК) |

Всего 162 кандидата собирали подписи в поддержку своего выдвижения, но достаточное количество подписей собрали и принесли в Мосгоризбирком 44 кандидата:
- Кандидаты от партии «Коммунисты России» (все 24 выдвинутые),
- Самовыдвиженцы:

1. 13-й округ — Юлия Харченко
2. 15-й округ — Петр Потапов
3. 16-й округ — Виктор Максимов
4. 33-й округ — Глеб Бабич
5. 37-й округ — Виктор Сиднев
6. 38-й округ — Мария Воропаева
7. 38-й округ — Эрика Яблокова
8. 39-й округ — Иван Мокшин
9. 42-й округ Иван Архипов

- От партии «Яблоко»:

1. 13-й округ — Максим Круглов[60]
2. 29-й округ — Денис Папин[61][К. 4]

- От партии «Зелёные»:

1. 2-й округ — Кирилл Луконин
2. 4-й округ — Аркадий Агранат
3. 7-й округ — Андрей Пангаев
4. 14-й округ — Константин Пресняков
5. 15-й округ — Ольга Забатурина
6. 16-й округ — Владимир Давыдов
7. 19-й округ — Антон Шувалов
8. 24-й округ — Александр Власов
9. 27-й округ — Филипп Фасоля

8 июля партия Яблоко исключила из своих рядов Дениса Папина и отозвала его выдвижение на выборы. По заявлению московского бюро партии, Папин вопреки требованиям однопартийцев, подал в окружную избирательную комиссию подписные листы, которые были предоставлены ему неизвестными лицами и подписи на которых представители Яблока сочли недостоверными.
16 июля 2024 года подписи единственного оставшегося кандидата от Яблока Максима Круглова были забракованы избирательной комиссией.

## Кандидаты, которым нет необходимости собирать подписи для регистрации
| Округ | Единая Россия                    | КПРФ                             | СРЗП                                | ЛДПР                            | Новые люди                                                                                                 |
| ----- | -------------------------------- | -------------------------------- | ----------------------------------- | ------------------------------- | --- |
| 1     | Титов Андрей Михайлович          | Ульянченко Иван Викторович       | Васильева Ольга Игоревна            | Баранов Дмитрий Михайлович      | Сорокина Ольга Сергеевна                                                                                   |
| 2     | Зайцева Ольга Алексеевна         | Логинов Константин Николаевич    | Мельников Иван Владимирович         | Федотов Виталий Сергеевич       | Мурашев Станислав Вячеславович                                                                             |
| 3     | Шкаплеров Антон Николаевич       | Устюжанин Роман Эдуардович       | Гулько Андрей Александрович         | Лесняк Дмитрий Анатольевич      | Султанов Владислав Геннадьевич                                                                             |
| 4     | Киселёва Мария Александровна     | Гребенник Андрей Вадимович       | Будник Евгений Александрович        | Орионов Валентин Валерьевич     | Гаврилов Алексей Анатольевич                                                                               |
| 5     | Авимская Милена Юрьевна          | Беспалова Александра Юрьевна     | Андросов Михаил Валентинович        | Голубятников Дмитрий Олегович   | Корытников Павел Владиславович                                                                             |
| 6     | Перфилова Надежда Рафаилова      | Конкин Максим Геннадьевич        | Алейникова Виктория Викторовна      | Дюран Марсель Мурадович         | Изначально Литвинов Андрей Александрович, который 04.07.2024 был заменён на Лимета Валерия Ивановича.      |
| 7     | Борисова Дарья Олеговна          | Роткова Анастасия Михайловна     | Тимков Михаил Юрьевич               | Матюшенков Дмитрий Михайлович   | Изначально Хасавов Арслан Дагирович, который 04.07.2024 был заменён на Фарафонова Анатолия Анатольевича.   |
| 8     | Медведев Андрей Андреевич        | Зотов Матвей Антонович           | Павлюченкова Анастасия Юрьевна      | Шпрыгин Александр Игоревич      | Архипов Игорь Александрович                                                                                |
| 9     | Картавцева Лариса Руслановна     | Дутов Андрей Фёдорович           | Порохов Дмитрий Сергеевич           | Ивченко Иван Михайлович         | Ласкеев Игорь Борисович                                                                                    |
| 10    | Авдошкина Зинаида Николаевна     | Зубрилин Николай Григорьевич     | Арменский Гордей Александрович      | Векшина Александра Игоревна     | Харипов Ильдар Ирекович                                                                                    |
| 11    | Шапошников Алексей Валерьевич    | Болотников Дмитрий Сергеевич     | Галеев Тимур Анварович              | Степкин Евгений Валерьевич      | Чжан Арсений Павлович                                                                                      |
| 12    | Лисовенко Алексей Анатольевич    | Корытов Антон Юрьевич            | Загребельный Юрий Александрович     | Рыбин Евгений Евгеньевич        | Понизов Даниил Константинович                                                                              |
| 13    | Сапронов Александр Сергеевич     | Черкесова Ита Владиславовна      | Кислицкий Михаил Михайлович         | Обрезков Евгений Владимирович   | Балин Алексей Сергеевич                                                                                    |
| 14    | Цветкова Сабина Алановна         | Соколов Алексей Александрович    | Крохмаль Ирина Владимировна         | Котов Александр Александрович   | Изначально Козин Михаил Жоржевич, который 04.07.2024 был заменён на Суровежко Никиту Олеговича.            |
| 15    | Губанов Николай Викторович       | Рудых Денис Геннадиевич          | Дягилев Александр Маратович         |                                 | Колосов Николай Александрович                                                                              |
| 16    | Гурченкова Анна Александровна    | Петров Михаил Владимирович       | Ямщикова Елена Николаевна           | Хованец Иван Николаевич         | Дружинин Станислав Владимирович                                                                            |
| 17    | Соколова Мария Валерьяновна      | Арбузов Вячеслав Петрович        | Капитошин Дмитрий Васильевич        | Зайцева Марина Михайловна       | Рубина Екатерина Владимировна                                                                              |
| 18    | Митрюк Людмила Викторовна        | Антипов Алексей Александрович    | Молохов Александр Владимирович      | Москвитин Александр Сергеевич   | Изначально Шмелёв Станислав Сергеевич, который 04.07.2024 был заменён на Войнакова Владислава Алексеевича. |
| 19    | Булаева Майя Валерьевна          | Андреев Александр Николаевич     | Крохмаль Константин Витальевич      | Большаков Дмитрий Викторович    | Захаров Дмитрий Сергеевич                                                                                  |
| 20    | Ломаченко Александр Иванович     | Зюганов Леонид Андреевич         | Бурляев Илия Николаевич             | Рощупкин Геннадий Алексеевич    | Минеев Константин Борисович                                                                                |
| 21    | Святенко Инна Юрьевна            | Сараев Дмитрий Михайлович        | Набиев Юрий Юрьевич                 | Панков Александр Вадимович      | Бондарь Дмитрий Владимирович                                                                               |
| 22    | Руднев Максим Вячеславович       | Гуличева Елена Геннадьевна       | Обозный Владимир Павлович           | Величко Егор Юрьевич            | Аверкина Дарья Дмитриевна                                                                                  |
| 23    | Корольков Аркадий Михайлович     | Тарасов Павел Михайлович         | Душенко Вячеслав Владимирович       | Шоладеми Самсон Бортоломиувич   | Скрыльникова Виктория Константиновна                                                                       |
| 24    | Стебенкова Людмила Васильевна    | Лютиков Эдуард Геннадьевич       | Бутырев Константин Сергеевич        | Багян Сергей Арамович           | Малышев Антон Яковлевич                                                                                    |
| 25    | Селиверстов Евгений Викторович   | Сергеев Николай Владимирович     | Скороходова Елена Дмитриевна        | Горяной Михаил Вячеславович     | Хлынова Валерия Александровна                                                                              |
| 26    | Орлов Степан Владимирович        | Павлов Дмитрий Владимирович      | Войтович Павел Сергеевич            | Маркелов Ильнур Николаевич      | Каширин Павел Борисович                                                                                    |
| 27    | Лиханов Александр Сергеевич      | Доронькин Максим Владимирович    | Громова Евгения Геннадьевна         | Фомин Александр Станиславович   | Ситников Иван Иванович                                                                                     |
| 28    | Артемьев Олег Германович         | Воробьёв Леонид Дмитриевич       | Чалова Ярославна Игоревна           | Анисимов Егор Игоревич          | Воронин Дмитрий Валерьевич                                                                                 |
| 29    | Кучмин Алексей Борисович         | Никитина Любовь Евгеньевна       | Иванов Андрей Геннадьевич           | Баринова Екатерина Андреевна    | Баженова Мария Алексеевна                                                                                  |
| 30    | Мельникова Ольга Николаевна      | Ким Татьяна Валериевна           | Жгутова Элина Юрьевна               | Новиков Олег Викторович         | Пустовая Ксения Владимировна                                                                               |
| 31    | Гусева Людмила Ивановна          | Мягков Пётр Андреевич            | Миронов Егор Иванович               | Кухарь Андрей Валерьевич        | Селезнёв Михаил Витальевич                                                                                 |
| 32    | Семенников Александр Григорьевич | Иванова Маргарита Борисовна      | Туманова Роксана Николаевна         | Науменко Виталий Александрович  | Копаев Евгений Николаевич                                                                                  |
| 33    | Метлина Наталия Борисовна        | Волков Николай Юрьевич           | Никитин Виктор Александрович        | Волков Максим Андреевич         | Солдатов Юрий Владимирович                                                                                 |
| 34    | Раззакова Екатерина Андреевна    | Селезнёв Андрей Геннадиевич      | Худяков Роман Иванович              | Нестеренко Андрей Александрович | Шумкин Дмитрий Юрьевич                                                                                     |
| 35    | Петрукович Анатолий Алексеевич   | Кондратенко Александр Евгеньевич | Чирков Максим Андреевич             | Трубин Глеб Александрович       | Сабирова Ольга Николаевна                                                                                  |
| 36    | Козлов Александр Михайлович      | Чекан Елена Викторовна           | Липин Игорь Дмитриевич              | Лапшов Алексей Сергеевич        | Тумасов Сергей Сергеевич                                                                                   |
| 37    | Головченко Валерий Владимирович  | Байрамов Алексей Байрамович      | Шаламов Руслан Игоревич             | Леонтьева Надежда Александровна | Ковалёв Сергей Анатольевич                                                                                 |
| 38    | Синявина Александра Андреевна    | Гусенков Михаил Николаевич       | Усольцев Сергей Александрович       |                                 | Лисовская Елена Амировна                                                                                   |
| 39    | Газманов Родион Олегович         | Суханов Игорь Владимирович       | Михайловский Александр Всеволодович | Спирин Борис Евгеньевич         | Родькина Ирина Николаевна                                                                                  |
| 40    | Батышева Татьяна Тимофеевна      | Архипов Иван Борисович           | Булавицкий Константин Витальевич    | Воронин Всеволод Михайлович     | Шарапов Игорь Вячеславович                                                                                 |
| 41    | Герасимов Евгений Владимирович   | Крючкова Наталья Владимировна    | Коньков Константин Владимирович     | Будкин Валерий Олегович         | Горбулина Мария Анатольевна                                                                                |
| 42    | Слуцкая Ирина Эдуардовна         | Староверов Андрей Леонидович     | Быков Сергей Николаевич             | Кургузов Иван Александрович     | Базанова Екатерина Юрьевна                                                                                 |
| 43    | Акулова Светлана Владимировна    | Ищенко Александр Андреевич       | Загребной Юрий Леонтьевич           | Севастьянова Анна Алексеевна    | Чвыров Сергей Владимирович                                                                                 |
| 44    | Самышина Елена Александровна     | Воронков Андрей Олегович         | Свиридов Илья Тимурович             | Головин Евгений Сергеевич       | Даванков Александр Вадимович                                                                               |
| 45    | Джетыгенов Максим Михайлович     | Охапкин Кирилл Аркадьевич        | Яндиев Магомет Исаевич              | Крастелев Роман Евгеньевич      | Нечипорук Леся Васильевна                                                                                  |

## Поддержка зарегистрированных кандидатов оппозиционными политиками
Коалиция «ЕДГ2024» — совместный проект Бориса Надеждина и «Штаба кандидатов» — опубликовала список кандидатов, «которые хотят перемен в стране и способны победить административных кандидатов на предстоящих выборах». Этот список подвергся критике со стороны движения «Рассвет» Екатерины Дунцовой за то, что в списке не оказалось антивоенного кандидата-самовыдвиженца по 39-му округу Ивана Мокшина, а вместо него был поддержан создатель «дрона возмездия» для российской армии кандидат от ЛДПР Борис Спирин.

09.03.2025 в список невъездных лиц на территорию Украины, Молдовы а также стран Евросоюза попали многие действующие кандидаты а также бывшие кандидаты в депутаты в Мосгордуму . Такие как
| Архипов Иван Владимирович | Шкаплеров Антон Николаевич | Шкаплеров Антон Николаевич |

| Перфилова Надежда Рафаилов | Борисова Дарья Олеговна | Борисова Дарья Олеговна |

## События происходящие на фоне подготовки к выборам

### Замедление Youtube в России

#### Открытые письма
45 кандидатов в депутаты МГД от КПРФ выступили в своём открытом письме с заявлением против блокировки Youtube в России.

## Электронное голосование
В 2024 году в Москве был принят заявительный порядок голосования бумажными бюллетенями. Для того, чтобы использовать их, избирателю теперь нужно заранее подать заявление об этом либо в ТИК, либо на портале mos.ru. В предшествующие годы порядок был обратный — заявление нужно было заранее подавать для использования дистанционного электронного голосования.

## Агитация
Законопроект предложенный ЛДПР касательно смегчения законодательства в области предвыборной агитации и указания использования нейросетей в агитации, был отклонен госдумой, по мнению партии ЛДПР это бы уменьшило часть средств которое тратится на предвыборную агитацию и необходимость урегулировать использование ИИ на будущие.

## Бюджет выборов
Запланированный бюджет для проведения выборов депутатов Московской городской думы составляет 1,3 миллиарда рублей.

## Результаты голосования
| Результаты выборов в Московскую городскую думу по округам | Результаты выборов в Московскую городскую думу по округам | Результаты выборов в Московскую городскую думу по округам | Результаты выборов в Московскую городскую думу по округам | Результаты выборов в Московскую городскую думу по округам | Результаты выборов в Московскую городскую думу по округам | Результаты выборов в Московскую городскую думу по округам | Результаты выборов в Московскую городскую думу по округам | Результаты выборов в Московскую городскую думу по округам | Результаты выборов в Московскую городскую думу по округам |
| ОИК                                                       | Явка                                                      |                                                           | Кандидат                                                  | Выдвижение                                                | Депутат                                                   | Кандидат поддержан                                        | Результат                                                 | Результат                                                 |                                                           |
| ОИК                                                       | Явка                                                      | Голоса                                                    | Кандидат                                                  | Выдвижение                                                | Депутат                                                   | Кандидат поддержан                                        | %                                                         |                                                           |                                                           |
| --------------------------------------------------------- | --------------------------------------------------------- | --------------------------------------------------------- | --------------------------------------------------------- | --------------------------------------------------------- | --------------------------------------------------------- | --------------------------------------------------------- | --------------------------------------------------------- | --------------------------------------------------------- | --------------------------------------------------------- |
| 1                                                         | 42,1 %                                                    |                                                           | Титов Андрей Михайлович                                   | Единая Россия                                             | Да                                                        | Мэрией Москвы                                             | 39 271                                                    | 49,96 %                                                   |                                                           |
| 1                                                         | 42,1 %                                                    |                                                           | Сорокина Ольга Сергеевна                                  | Новые люди                                                |                                                           | Коалицией ЕДГ2024                                         | 12 389                                                    | 15,76 %                                                   |                                                           |
| 1                                                         | 42,1 %                                                    |                                                           | Ульянченко Иван Викторович                                | КПРФ                                                      |                                                           | Максимом Кацем                                            | 8613                                                      | 10,96 %                                                   |                                                           |
| 1                                                         | 42,1 %                                                    |                                                           | Васильева Ольга Игоревна                                  | СРЗП                                                      |                                                           |                                                           | 7223                                                      | 9,19 %                                                    |                                                           |
| 1                                                         | 42,1 %                                                    |                                                           | Ульянов Сергей Александрович                              | Коммунисты России                                         |                                                           |                                                           | 6896                                                      | 8,77 %                                                    |                                                           |
| 1                                                         | 42,1 %                                                    |                                                           | Баранов Дмитрий Михайлович                                | ЛДПР                                                      |                                                           |                                                           | 4192                                                      | 5,33 %                                                    |                                                           |
| 1                                                         | 42,1 %                                                    | Недействительные бюллетени                                | Недействительные бюллетени                                | Недействительные бюллетени                                | Недействительные бюллетени                                | Недействительные бюллетени                                | 22                                                        | 0.03 %                                                    |                                                           |
| 2                                                         | 39,99 %                                                   |                                                           | Зайцева Ольга Алексеевна                                  | Единая Россия                                             |                                                           | Мэрией Москвы                                             | 33 974                                                    | 53,33 %                                                   |                                                           |
| 2                                                         | 39,99 %                                                   |                                                           | Мурашев Станислав Вячеславович                            | Новые люди                                                |                                                           | Коалицией ЕДГ2024, «Обществом. Будущее»                   | 7848                                                      | 12,32 %                                                   |                                                           |
| 2                                                         | 39,99 %                                                   |                                                           | Федотов Виталий Сергеевич                                 | ЛДПР                                                      |                                                           |                                                           | 6152                                                      | 9,66 %                                                    |                                                           |
| 2                                                         | 39,99 %                                                   |                                                           | Логинов Константин Николаевич                             | КПРФ                                                      |                                                           | Максимом Кацем                                            | 5171                                                      | 8,12 %                                                    |                                                           |
| 2                                                         | 39,99 %                                                   |                                                           | Мельников Иван Владимирович                               | СРЗП                                                      |                                                           |                                                           | 4311                                                      | 6,77 %                                                    |                                                           |
| 2                                                         | 39,99 %                                                   |                                                           | Луконин Кирилл Александрович                              | Зелёные                                                   |                                                           |                                                           | 3181                                                      | 4,99 %                                                    |                                                           |
| 2                                                         | 39,99 %                                                   |                                                           | Лагунов Евгений Викторович                                | Коммунисты России                                         |                                                           |                                                           | 3044                                                      | 4,78 %                                                    |                                                           |
| 2                                                         | 39,99 %                                                   | Недействительные бюллетени                                | Недействительные бюллетени                                | Недействительные бюллетени                                | Недействительные бюллетени                                | Недействительные бюллетени                                | 29                                                        | 0.03 %                                                    |                                                           |
| 3                                                         | 39,9 %                                                    |                                                           | Шкаплеров Антон Николаевич                                | Единая Россия                                             |                                                           | Мэрией Москвы                                             | 35 632                                                    | 51,95 %                                                   |                                                           |
| 3                                                         | 39,9 %                                                    |                                                           | Гончаров Геннадий Анатольевич                             | самовыдвижение                                            |                                                           |                                                           | 8502                                                      | 12,40 %                                                   |                                                           |
| 3                                                         | 39,9 %                                                    |                                                           | Лесняк Дмитрий Анатольевич                                | ЛДПР                                                      |                                                           |                                                           | 6360                                                      | 9,27 %                                                    |                                                           |
| 3                                                         | 39,9 %                                                    |                                                           | Султанов Владислав Геннадьевич                            | Новые люди                                                |                                                           | Коалицией ЕДГ2024, Максимом Кацем                         | 4898                                                      | 7,14 %                                                    |                                                           |
| 3                                                         | 39,9 %                                                    |                                                           | Гулько Андрей Александрович                               | СРЗП                                                      |                                                           |                                                           | 4139                                                      | 6,03 %                                                    |                                                           |
| 3                                                         | 39,9 %                                                    |                                                           | Устюжанин Роман Эдуардович                                | КПРФ                                                      |                                                           |                                                           | 4113                                                      | 6,00 %                                                    |                                                           |
| 3                                                         | 39,9 %                                                    |                                                           | Фролов Дмитрий Владимирович                               | Коммунисты России                                         |                                                           |                                                           | 3353                                                      | 4,89 %                                                    |                                                           |
| 3                                                         | 39,9 %                                                    |                                                           | Удальцов Анатолий Олегович                                | самовыдвижение                                            |                                                           |                                                           | 1557                                                      | 2,27 %                                                    |                                                           |
| 3                                                         | 39,9 %                                                    | Недействительные бюллетени                                | Недействительные бюллетени                                | Недействительные бюллетени                                | Недействительные бюллетени                                | Недействительные бюллетени                                | 32                                                        | 0.05 %                                                    |                                                           |
| 4                                                         | 36,84 %                                                   |                                                           | Киселёва Мария Александровна                              | Единая Россия                                             | Да                                                        | Мэрией Москвы                                             | 37 244                                                    | 53,76 %                                                   |                                                           |
| 4                                                         | 36,84 %                                                   |                                                           | Гребенник Андрей Вадимович                                | КПРФ                                                      |                                                           | Коалицией ЕДГ2024, Максимом Кацем                         | 8864                                                      | 12,80 %                                                   |                                                           |
| 4                                                         | 36,84 %                                                   |                                                           | Гаврилов Алексей Анатольевич                              | Новые люди                                                |                                                           | «Обществом. Будущее»                                      | 5146                                                      | 7,43 %                                                    |                                                           |
| 4                                                         | 36,84 %                                                   |                                                           | Орионов Валентин Валерьевич                               | ЛДПР                                                      |                                                           |                                                           | 4527                                                      | 6,54 %                                                    |                                                           |
| 4                                                         | 36,84 %                                                   |                                                           | Агранат Аркадий Борисович                                 | Зелёные                                                   |                                                           |                                                           | 3122                                                      | 4,51 %                                                    |                                                           |
| 4                                                         | 36,84 %                                                   |                                                           | Васильев Александр Михайлович                             | Коммунисты России                                         |                                                           |                                                           | 3010                                                      | 4.35 %                                                    |                                                           |
| 4                                                         | 36,84 %                                                   |                                                           | Будник Евгений Александрович                              | СРЗП                                                      |                                                           |                                                           | 2751                                                      | 3.97 %                                                    |                                                           |
| 4                                                         | 36,84 %                                                   |                                                           | Парфёнов Михаил Игоревич                                  | самовыдвижение                                            |                                                           | Кандидат «КПРФ „Коммунисты столицы“»                      | 2486                                                      | 3.59 %                                                    |                                                           |
| 4                                                         | 36,84 %                                                   |                                                           | Кабушев Андрей Васильевич                                 | самовыдвижение                                            |                                                           |                                                           | 2046                                                      | 2.95 %                                                    |                                                           |
| 4                                                         | 36,84 %                                                   | Недействительные бюллетени                                | Недействительные бюллетени                                | Недействительные бюллетени                                | Недействительные бюллетени                                | Недействительные бюллетени                                | 76                                                        | 0.1 %                                                     |                                                           |
| 5                                                         | 38,63 %                                                   |                                                           | Авимская Милена Юрьевна                                   | Единая Россия                                             |                                                           | Мэрией Москвы                                             | 31 936                                                    | 44,19 %                                                   |                                                           |
| 5                                                         | 38,63 %                                                   |                                                           | Беспалова Александра Юрьевна                              | КПРФ                                                      |                                                           |                                                           | 12 584                                                    | 17,41 %                                                   |                                                           |
| 5                                                         | 38,63 %                                                   |                                                           | Корытников Павел Владиславович                            | Новые люди                                                |                                                           |                                                           | 8923                                                      | 12,35 %                                                   |                                                           |
| 5                                                         | 38,63 %                                                   |                                                           | Голубятников Дмитрий Олегович                             | ЛДПР                                                      |                                                           | «Обществом. Будущее»                                      | 8496                                                      | 11,76 %                                                   |                                                           |
| 5                                                         | 38,63 %                                                   |                                                           | Андросов Михаил Валентинович                              | СРЗП                                                      |                                                           | Коалицией ЕДГ2024                                         | 5569                                                      | 7,71 %                                                    |                                                           |
| 5                                                         | 38,63 %                                                   |                                                           | Курбаков Иван Александрович                               | Коммунисты России                                         |                                                           |                                                           | 4729                                                      | 6,54 %                                                    |                                                           |
| 5                                                         | 38,63 %                                                   | Недействительные бюллетени                                | Недействительные бюллетени                                | Недействительные бюллетени                                | Недействительные бюллетени                                | Недействительные бюллетени                                | 27                                                        | 0.04 %                                                    |                                                           |
| 6                                                         | 41,71 %                                                   |                                                           | Перфилова Надежда Рафаиловна                              | Единая Россия                                             | Да                                                        | Мэрией Москвы                                             | 43 166                                                    | 54,09 %                                                   |                                                           |
| 6                                                         | 41,71 %                                                   |                                                           | Алейникова Виктория Викторовна                            | СРЗП                                                      |                                                           |                                                           | 11 862                                                    | 14,86 %                                                   |                                                           |
| 6                                                         | 41,71 %                                                   |                                                           | Конкин Максим Геннадьевич                                 | КПРФ                                                      |                                                           |                                                           | 9523                                                      | 11,93 %                                                   |                                                           |
| 6                                                         | 41,71 %                                                   |                                                           | Лимет Валерий Иванович                                    | Новые люди                                                |                                                           | Коалицией ЕДГ2024, Максимом Кацем                         | 7122                                                      | 8,92 %                                                    |                                                           |
| 6                                                         | 41,71 %                                                   |                                                           | Дюран Марсель Мурадович                                   | ЛДПР                                                      |                                                           |                                                           | 4222                                                      | 5,29 %                                                    |                                                           |
| 6                                                         | 41,71 %                                                   |                                                           | Агеев Николай Борисович                                   | самовыдвижение                                            |                                                           |                                                           | 3896                                                      | 4,88 %                                                    |                                                           |
| 6                                                         | 41,71 %                                                   | Недействительные бюллетени                                | Недействительные бюллетени                                | Недействительные бюллетени                                | Недействительные бюллетени                                | Недействительные бюллетени                                | 16                                                        | 0.02 %                                                    |                                                           |
| 7                                                         | 34,83 %                                                   |                                                           | Борисова Дарья Олеговна                                   | Единая Россия                                             |                                                           | Мэрией Москвы                                             | 30 378                                                    | 46,67 %                                                   |                                                           |
| 7                                                         | 34,83 %                                                   |                                                           | Роткова Анастасия Михайловна                              | КПРФ                                                      |                                                           | Коалицией ЕДГ2024, Максимом Кацем                         | 8441                                                      | 12,97 %                                                   |                                                           |
| 7                                                         | 34,83 %                                                   |                                                           | Пангаев Андрей Валерьевич                                 | Зелёные                                                   |                                                           |                                                           | 7272                                                      | 11,17 %                                                   |                                                           |
| 7                                                         | 34,83 %                                                   |                                                           | Фарафонов Анатолий Анатольевич                            | Новые люди                                                |                                                           |                                                           | 6259                                                      | 9,62 %                                                    |                                                           |
| 7                                                         | 34,83 %                                                   |                                                           | Матюшенков Дмитрий Михайлович                             | ЛДПР                                                      |                                                           |                                                           | 5214                                                      | 8,01 %                                                    |                                                           |
| 7                                                         | 34,83 %                                                   |                                                           | Тимков Михаил Юрьевич                                     | СРЗП                                                      |                                                           |                                                           | 4051                                                      | 6,22 %                                                    |                                                           |
| 7                                                         | 34,83 %                                                   |                                                           | Степанов Игорь Викторович                                 | самовыдвижение                                            |                                                           |                                                           | 3448                                                      | 5,30 %                                                    |                                                           |
| 7                                                         | 34,83 %                                                   | Недействительные бюллетени                                | Недействительные бюллетени                                | Недействительные бюллетени                                | Недействительные бюллетени                                | Недействительные бюллетени                                | 32                                                        | 0.04 %                                                    |                                                           |
| 8                                                         | 35,95 %                                                   |                                                           | Медведев Андрей Андреевич                                 | Единая Россия                                             | Да                                                        | Мэрией Москвы                                             | 37 599                                                    | 55,38 %                                                   |                                                           |
| 8                                                         | 35,95 %                                                   |                                                           | Павлюченкова Анастасия Юрьевна                            | СРЗП                                                      |                                                           | Коалицией ЕДГ2024                                         | 8795                                                      | 12,95 %                                                   |                                                           |
| 8                                                         | 35,95 %                                                   |                                                           | Архипов Игорь Александрович                               | Новые люди                                                |                                                           |                                                           | 7800                                                      | 11,49 %                                                   |                                                           |
| 8                                                         | 35,95 %                                                   |                                                           | Шпрыгин Александр Игоревич                                | ЛДПР                                                      |                                                           |                                                           | 5814                                                      | 8,56 %                                                    |                                                           |
| 8                                                         | 35,95 %                                                   |                                                           | Зотов Матвей Антонович                                    | КПРФ                                                      |                                                           |                                                           | 5287                                                      | 7,79 %                                                    |                                                           |
| 8                                                         | 35,95 %                                                   |                                                           | Битков Дмитрий Викторович                                 | Коммунисты России                                         |                                                           |                                                           | 2556                                                      | 3,76 %                                                    |                                                           |
| 8                                                         | 35,95 %                                                   | Недействительные бюллетени                                | Недействительные бюллетени                                | Недействительные бюллетени                                | Недействительные бюллетени                                | Недействительные бюллетени                                | 44                                                        | 0.07 %                                                    |                                                           |
| 9                                                         | 43,26 %                                                   |                                                           | Картавцева Лариса Руслановна                              | Единая Россия                                             | Да                                                        | Мэрией Москвы                                             | 40 768                                                    | 50,03 %                                                   |                                                           |
| 9                                                         | 43,26 %                                                   |                                                           | Ивченко Иван Михайлович                                   | ЛДПР                                                      |                                                           |                                                           | 11 065                                                    | 13,58 %                                                   |                                                           |
| 9                                                         | 43,26 %                                                   |                                                           | Дутов Андрей Фёдорович                                    | КПРФ                                                      |                                                           |                                                           | 8765                                                      | 10,76 %                                                   |                                                           |
| 9                                                         | 43,26 %                                                   |                                                           | Топал Андрей Фёдорович                                    | самовыдвижение                                            |                                                           |                                                           | 6794                                                      | 8,34 %                                                    |                                                           |
| 9                                                         | 43,26 %                                                   |                                                           | Порохов Дмитрий Сергеевич                                 | СРЗП                                                      |                                                           |                                                           | 5955                                                      | 7,31 %                                                    |                                                           |
| 9                                                         | 43,26 %                                                   |                                                           | Ласкеев Игорь Борисович                                   | Новые люди                                                |                                                           | Коалицией ЕДГ2024                                         | 5290                                                      | 6,49 %                                                    |                                                           |
| 9                                                         | 43,26 %                                                   |                                                           | Дурнев Николай Степанович                                 | самовыдвижение                                            |                                                           | Кандидат «КПРФ „Коммунисты столицы“»                      | 2794                                                      | 3,43 %                                                    |                                                           |
| 9                                                         | 43,26 %                                                   | Недействительные бюллетени                                | Недействительные бюллетени                                | Недействительные бюллетени                                | Недействительные бюллетени                                | Недействительные бюллетени                                | 56                                                        | 0,06 %                                                    |                                                           |
| 10                                                        | 41,73 %                                                   |                                                           | Зубрилин Николай Григорьевич                              | КПРФ                                                      | Да                                                        | Мэрией Москвы                                             | 25 439                                                    | 33,67 %                                                   |                                                           |
| 10                                                        | 41,73 %                                                   |                                                           | Авдошкина Зинаида Николаевна                              | Единая Россия                                             |                                                           |                                                           | 20 533                                                    | 27,18 %                                                   |                                                           |
| 10                                                        | 41,73 %                                                   |                                                           | Векшина Александра Игоревна                               | ЛДПР                                                      |                                                           |                                                           | 15 228                                                    | 20,15 %                                                   |                                                           |
| 10                                                        | 41,73 %                                                   |                                                           | Харипов Ильдар Ирекович                                   | Новые люди                                                |                                                           | Коалицией ЕДГ2024, Максимом Кацем, «Обществом. Будущее»   | 8002                                                      | 10,59 %                                                   |                                                           |
| 10                                                        | 41,73 %                                                   |                                                           | Арменский Гордей Александрович                            | СРЗП                                                      |                                                           |                                                           | 6330                                                      | 8,38 %                                                    |                                                           |
| 10                                                        | 41,73 %                                                   | Недействительные бюллетени                                | Недействительные бюллетени                                | Недействительные бюллетени                                | Недействительные бюллетени                                | Недействительные бюллетени                                | 26                                                        | 0,03 %                                                    |                                                           |
| 11                                                        | 42,73 %                                                   |                                                           | Шапошников Алексей Валерьевич                             | Единая Россия                                             | Да                                                        | Мэрией Москвы                                             | 40 192                                                    | 57,20 %                                                   |                                                           |
| 11                                                        | 42,73 %                                                   |                                                           | Стёпкин Евгений Валериевич                                | ЛДПР                                                      |                                                           |                                                           | 7145                                                      | 10,17 %                                                   |                                                           |
| 11                                                        | 42,73 %                                                   |                                                           | Болотников Дмитрий Сергеевич                              | КПРФ                                                      |                                                           | Максимом Кацем                                            | 5831                                                      | 8,30 %                                                    |                                                           |
| 11                                                        | 42,73 %                                                   |                                                           | Болдин Александр Павлович                                 | Коммунисты России                                         |                                                           |                                                           | 5103                                                      | 7,26 %                                                    |                                                           |
| 11                                                        | 42,73 %                                                   |                                                           | Хренов Андрей Александрович                               | самовыдвижение                                            |                                                           |                                                           | 4706                                                      | 6,70 %                                                    |                                                           |
| 11                                                        | 42,73 %                                                   |                                                           | Чжан Арсений Павлович                                     | Новые люди                                                |                                                           |                                                           | 3789                                                      | 5,39 %                                                    |                                                           |
| 11                                                        | 42,73 %                                                   |                                                           | Галеев Тимур Анварович                                    | СРЗП                                                      |                                                           | Коалицией ЕДГ2024                                         | 3457                                                      | 4.92 %                                                    |                                                           |
| 11                                                        | 42,73 %                                                   | Недействительные бюллетени                                | Недействительные бюллетени                                | Недействительные бюллетени                                | Недействительные бюллетени                                | Недействительные бюллетени                                | 37                                                        | 0,06 %                                                    |                                                           |
| 12                                                        | 41,10 %                                                   |                                                           | Лисовенко Алексей Анатольевич                             | Единая Россия                                             |                                                           | Мэрией Москвы                                             | 29 644                                                    | 43,27 %                                                   |                                                           |
| 12                                                        | 41,10 %                                                   |                                                           | Корытов Антон Юрьевич                                     | КПРФ                                                      |                                                           |                                                           | 10 114                                                    | 14,76 %                                                   |                                                           |
| 12                                                        | 41,10 %                                                   |                                                           | Понизов Даниил Константинович                             | Новые люди                                                |                                                           | Коалицией ЕДГ2024                                         | 7191                                                      | 10,50 %                                                   |                                                           |
| 12                                                        | 41,10 %                                                   |                                                           | Рыбин Евгений Евгеньевич                                  | ЛДПР                                                      |                                                           | «Обществом. Будущее»                                      | 6505                                                      | 9,49 %                                                    |                                                           |
| 12                                                        | 41,10 %                                                   |                                                           | Поляков Александр Денисович                               | самовыдвижение                                            |                                                           |                                                           | 5378                                                      | 7,85 %                                                    |                                                           |
| 12                                                        | 41,10 %                                                   |                                                           | Ромашкин Денис Борисович                                  | самовыдвижение                                            |                                                           |                                                           | 4338                                                      | 6,33 %                                                    |                                                           |
| 12                                                        | 41,10 %                                                   |                                                           | Заварицкий Леонид Алексеевич                              | Коммунисты России                                         |                                                           |                                                           | 4293                                                      | 6,27 %                                                    |                                                           |
| 12                                                        | 41,10 %                                                   |                                                           | Фитхулин Максим Эдуардович                                | самовыдвижение                                            |                                                           |                                                           | 1020                                                      | 1,49 %                                                    |                                                           |
| 12                                                        | 41,10 %                                                   | Недействительные бюллетени                                | Недействительные бюллетени                                | Недействительные бюллетени                                | Недействительные бюллетени                                | Недействительные бюллетени                                | 31                                                        | 0,04 %                                                    |                                                           |
| 13                                                        | 36,93 %                                                   |                                                           | Сапронов Александр Сергеевич                              | Единая Россия                                             |                                                           | Мэрией Москвы                                             | 31 925                                                    | 47,64 %                                                   |                                                           |
| 13                                                        | 36,93 %                                                   |                                                           | Черкесова Ита Владиславовна                               | КПРФ                                                      |                                                           |                                                           | 8201                                                      | 12,24 %                                                   |                                                           |
| 13                                                        | 36,93 %                                                   |                                                           | Обрезков Евгений Владимирович                             | ЛДПР                                                      |                                                           |                                                           | 6587                                                      | 9,83 %                                                    |                                                           |
| 13                                                        | 36,93 %                                                   |                                                           | Балин Алексей Сергеевич                                   | Новые люди                                                |                                                           | Коалицией ЕДГ2024, Максимом Кацем                         | 6457                                                      | 9,64 %                                                    |                                                           |
| 13                                                        | 36,93 %                                                   |                                                           | Кислицкий Михаил Михайлович                               | СРЗП                                                      |                                                           | «Обществом. Будущее»                                      | 5232                                                      | 7,81 %                                                    |                                                           |
| 13                                                        | 36,93 %                                                   |                                                           | Харченко Юлия Вадимовна                                   | самовыдвижение                                            |                                                           | член Гражданской инициативы, Рассветом                    | 4415                                                      | 6,59 %                                                    |                                                           |
| 13                                                        | 36,93 %                                                   |                                                           | Шарыпин Руслан Сергеевич                                  | самовыдвижение                                            |                                                           |                                                           | 2270                                                      | 3,39 %                                                    |                                                           |
| 13                                                        | 36,93 %                                                   |                                                           | Бабак Александр Леонидович                                | самовыдвижение                                            |                                                           |                                                           | 1873                                                      | 2,80 %                                                    |                                                           |
| 13                                                        | 36,93 %                                                   | Недействительные бюллетени                                | Недействительные бюллетени                                | Недействительные бюллетени                                | Недействительные бюллетени                                | Недействительные бюллетени                                | 50                                                        | 0,06 %                                                    |                                                           |

Таблица будет постепенно обновляться.

## Комментарии
1. ↑  2 июля сайт был заблокирован.
2. ↑  Кандидаты от «Яблока» будут вести избирательную кампанию под лозунгом «За Мир и Свободу!» — «Яблоко» Архивная копия от 25 августа 2024 на Wayback Machine
3. ↑  Партия «требует мирного решения задач внешней политики и прекращения спецоперации!» — Гражданская инициатива Архивная копия от 21 июня 2024 на Wayback Machine
4. ↑  По утверждению председателя партии «Яблоко» Николая Рыбакова, в штаб Дениса Папина внедрились провокаторы, которые занимались «рисовкой» подписей, беря данные неизвестно откуда. См.: Николай Рыбаков, edited Jul 7 at 21:34 Архивная копия от 9 июля 2024 на Wayback Machine